# كاريزما

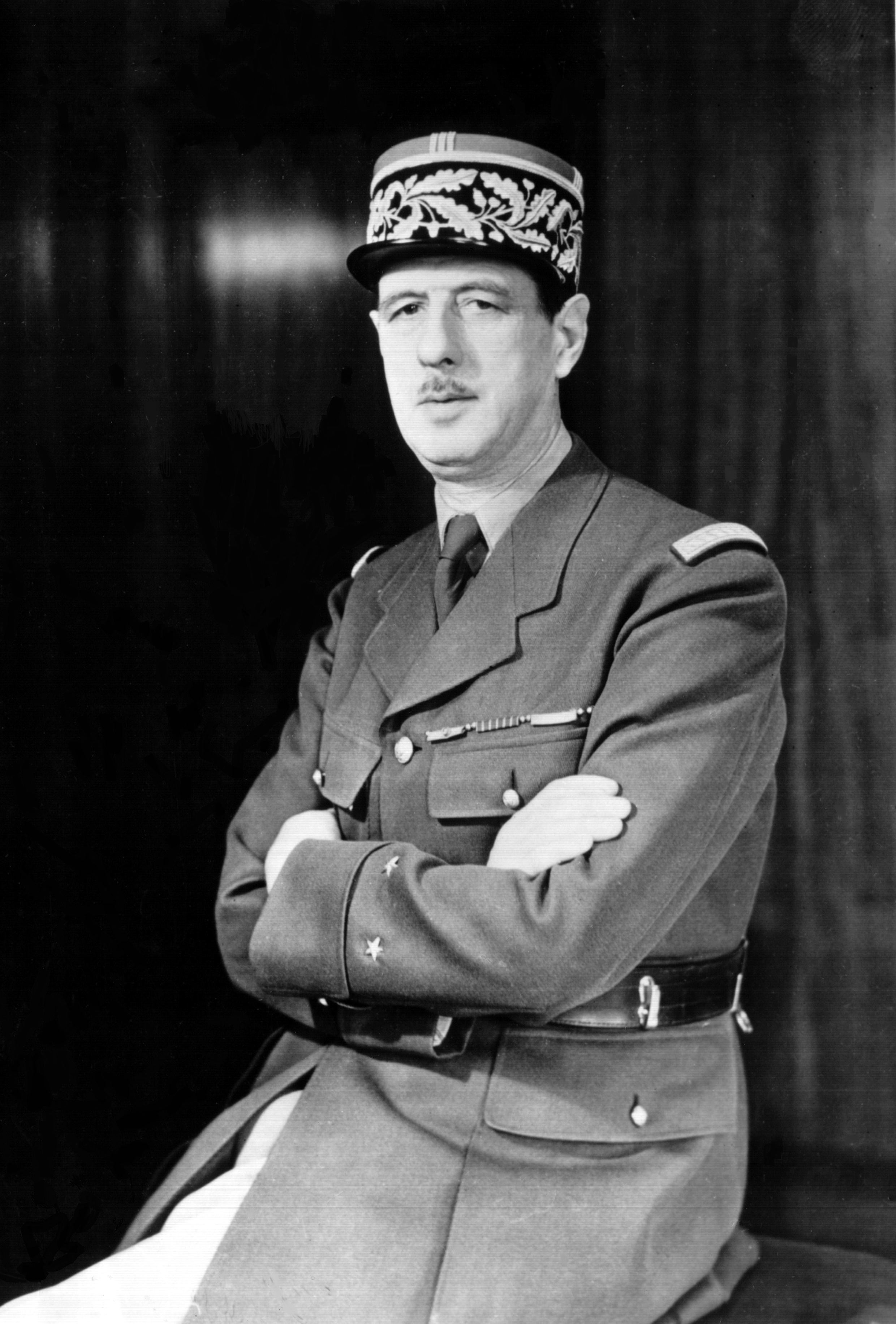

الكاريزما(مرادفات) هي الجاذبية المقنعة أو السحر الذي يُمكن أن يلهم التفاني في الآخرين. الكاريزما مصطلح يوناني أصلاً مشتق من كلمة نعمة، أي هبة إلهية تجعل المرء مُفضلاً لجاذبيته. اصطلاحاً فإن الكاريزما هي الصفة المنسوبة إلى أشخاص أو مؤسسات أو مناصب بسبب صلتهم المفترضة بالقوى الحيوية المؤثرة والمحددة للنظام. ولقد استخدم المصطلح في فجر المسيحية للإشارة أساسا إلى قدرات الروح القدس.ويرى فريديريك لوبون أن الكاريزما في قوة الإغراء والسلطة بمختلف صورها التي يمارسها فرد على جماعة معينة ، وتشكل مصدراً أساسياً للمشروعية.
يعتبر ماكس فيبر أول من أعطى المصطلح صبغة سياسية عندما استخدمه للإشارة إلى القدرة التي يتمتع بها شخص معين للتأثير في الآخرين إلى الحد الذي يجعله في مركز قوة بالنسبة لهم وبحيث يمنحه الواقعون تحت تأثيره حقوقا تسلطية عليهم كنتيجه لقدرته التأثيرية. نظرية فيبر في السلطة هي من أشهر ما ارتبط باسمه وفيها بحث عن الأسباب التي تحمل الناس على الرضوخ إلى الأوامر الصادرة عن السلطة العليا. ولقد قسم فيبر السلطة إلى ثلاثة أنواع:
- السلطة التقليدية وهي التي تستمد شرعيتها من الأعراف والعادات والتقاليد المستقرة.
- السلطة القانونية العقلانية وترتكز شرعيتها على إيمان المحكومين بقانونية مجموعة من القواعد والإجراءات وبحق الذي يصلون إلى السلطة وفقا لها في أن يمارسوا سلطاتهم ويصدروا احكامهم التي تكون ملزمة للجميع.
- السلطة الكريزماتية والتي تستمد شرعيتها من إيمان الآخرين بقدراتها.

## الأسماء العربية
- مرادفات الكاريزما أو السَّورة[4] أو الحضرة[5] أو موهبة القيادة[5] أو الموهبة القيادية[4] أو الهبة اللَّدُنية[6] أو جاذبية القائد[6]